# Тодор Панчев
Тодор Панчев e български езиковед и учител, племенник и сътрудник на Найден Геров.

## Биография
Той е роден през 1862 г. в Копривщица, където получава първоначалното си образование. Тринадесетгодишен е, когато вуйчо му Найден Геров го извиква в Пловдив, за да продължи учението си в Пловдивската мъжка гимназия. След Априлското въстание Тодор Панчев остава сирак и Найден Геров го прибира при себе си. Още през тези години племенникът е приобщен към филологическите занимания на Найден Геров, а впоследствие става най-ценния му сътрудник и завършител на делото му. През 1880 г. е учител в село Голямо Белово.
След 50-годишен събирателски труд, през 1895 г. Найден Геров издава първия том на „Речник на блъгарский язик с тлъкувание речити на блъгарски и на руски. Събрал, нарядил и на свят изважда Найден Геров“. Две години по-късно през 1897 г. излиза и вторият.
Третият том Тодор Панчев издава, когато вуйчо му е тежко болен, а след смъртта му впряга всичките си сили, за да се появят четвъртият и петият, както и собственото му допълнение в отделен том – „Допълнение на българския речник от Н. Геров. Събрал, наредил и изтълкувал Тодор Панчев“. В края на предговора си той отбелязва: Ние със слабите си сили направихме, щото можахме и както можахме: други подир нас ще направят онова, което трябва и както трябва!.
Тодор Панчев е учител във френския колеж „Св. Августин“ в Пловдив. Заслугите на скромния и трудолюбив учител са забелязани от французите – на специално тържество на 29 юни 1909 г. френският консул в Пловдив връчва на Тодор Панчев ордена Palmes academiques (Академически палми).
Тодор Панчев е издал също книгите: „Писмата на Найден Геров“ и „Найден Геров - сто године от раждането му“.
Умира през 1924 г. в Пловдив.